# Pileidinium ciceropse
Pileidinium ciceropse is een soort in de taxonomische indeling van de Myzozoa, een stam van microscopische parasitaire dieren. Het organisme komt uit het geslacht Pileidinium en behoort tot de familie [[]]. Pileidinium ciceropse werd in 2005 ontdekt door Tamura & Horiguchi.